# Stara Zagora (oblast)
Pour l’article homonyme, voir Stara Zagora (homonymie).
L'oblast de Stara Zagora est l'un des 28 oblasti (« province », « région », « district ») de Bulgarie. Son chef-lieu est la ville de Stara Zagora.

## Géographie

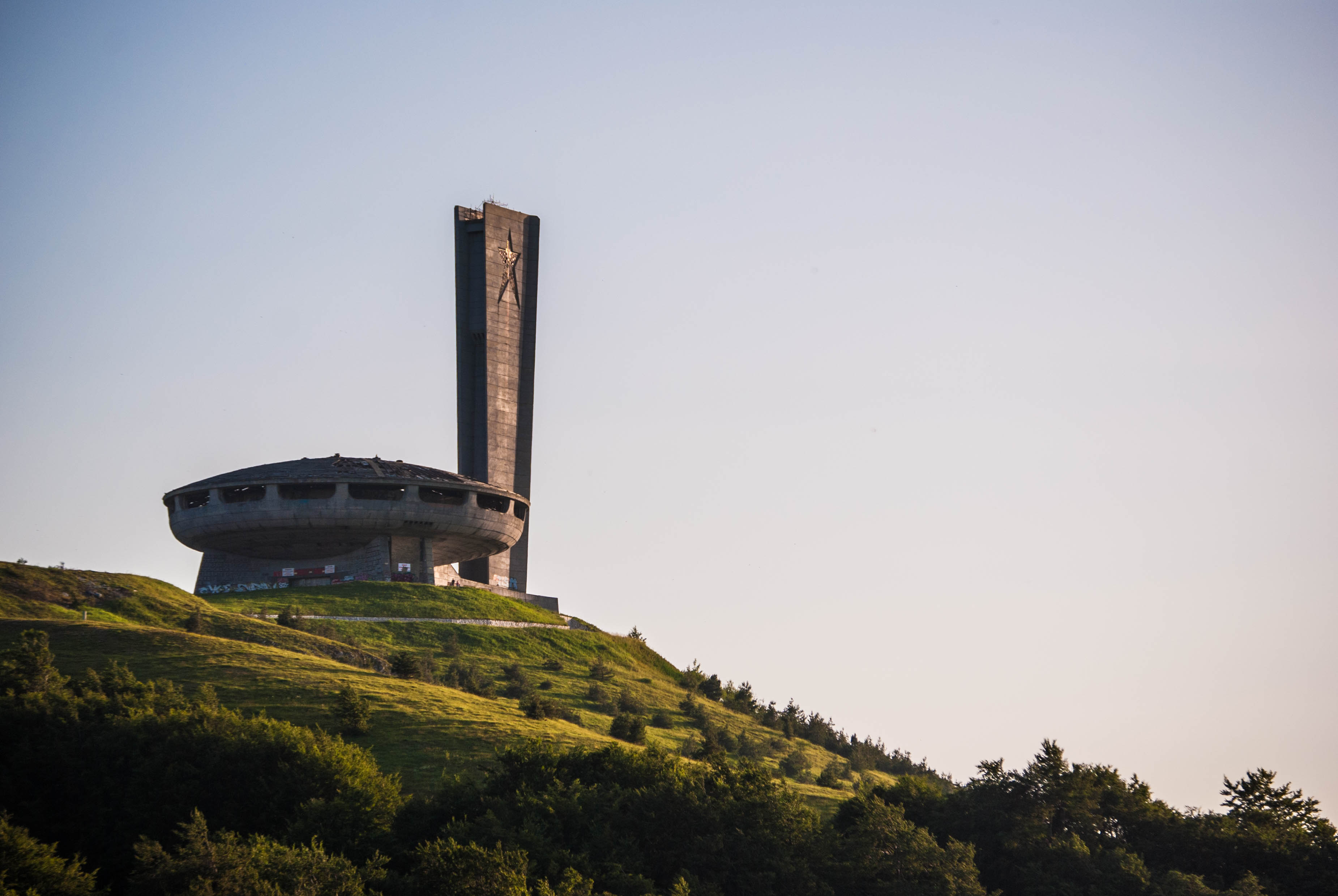
Monument de Bouzloudja

La superficie de l'oblast est de 5 152 km2.

## Démographie

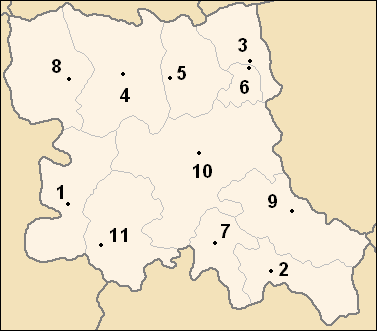
Carte des obchtini de l'oblast de Stara Zagora

Le 1er mars 2001, la population s'élevait à 370 665 hab., soit une densité de population de 71,94 hab./km2.

## Administration
L'oblast est administré par un « gouverneur régional » (en bulgare Областен управител), dont le rôle est plus ou moins comparable à celui d'un préfet de département en France. La gouverneure, en mai 2006, était Maria Neïkova Kaneva (en bulgare : Мария Нейкова Кънева).

## Subdivisions
L'oblast regroupe 11 municipalités (en bulgare, община – obchtina – au singulier, Общини – obchtini – au pluriel), au sein desquelles chaque ville et village conserve une personnalité propre, même si une intercommunalité semble avoir existé dès le milieu du XIXe siècle :
1. Bratya Daskalovi (Братя Даскалови), 2. Galabovo (Гълъбово),
3. Gourkovo (Гурково), 4. Kazanlak (Казанлък),
5. Maglij (Мъглиж), 6. Nikolaevo (Николаево),
7. Opan (Опан), 8. Pavel banya (Павел баня),
9. Radnevo (Раднево), 10. Stara Zagora (Стара Загора),
11. Tchirpan (Чирпан).

## Liste détaillée des localités
Les noms de localités en caractères gras ont le statut de ville (en bulgare : град, translittéré en grad). Les autres localités ont le statut de village (en bulgare : село translittéré en selo).
Les noms de localités s'efforcent de suivre, dans la translittération en alphabet latin, la typographie utilisée par la nomenclature bulgare en alphabet cyrillique, notamment en ce qui concerne l'emploi des majuscules (certains noms de localités, visiblement formés à partir d'adjectifs et/ou de noms communs, ne prennent qu'une majuscule) ou encore les espaces et traits d'union (ces derniers étant rares sans être inusités). Chaque nom translittéré est suivi, entre parenthèses, du nom bulgare original en alphabet cyrillique.

### Bratya Daskalovi (obchtina)
L'obchtina de Bratya Daskalovi groupe 23 villages :
Bratya Daskalovi (Братя Даскалови) ·
Dolno Novo selo (Долно Ново село) ·
Golyam dol (Голям дол) ·
Gorno Belevo (Горно Белево) ·
Gorno novo selo (Горно Ново село) ·
Granit (Гранит) ·
Kolyou Marinovo (Колю Мариново) ·
Malak dol (Малък дол) ·
Malko Dryanovo (Малко Дряново) ·
Markovo (Марково) ·
Medovo (Медово) ·
Mirovo (Мирово) ·
Naïdenovo (Найденово) ·
Opaltchenets (Опълченец) ·
Orizovo (Оризово) ·
Partizanin (Партизанин) ·
Plodovitovo (Плодовитово) ·
Pravoslav (Православ) ·
Saedinenie (Съединение) ·
Sarnevets (Сърневец) ·
Slavyanin (Славянин) ·
Tcherna gora (Черна гора) ·
Veren (Верен)

### Galabovo (obchtina)
L'obchtina de Galabovo groupe une ville, Galabovo, et 10 villages :
Aprilovo (Априлово) ·
Galabovo (Гълъбово) ·
Glavan (Главан) ·
Iskritsa (Искрица) ·
Madrets (Мъдрец) ·
Mednikarovo (Медникарово) ·
Mousatchevo (Мусачево) ·
Obroutchichte (Обручище) ·
Pomochtnik (Помощник) ·
Razdelna (Разделна) ·
Velikovo (Великово) 

### Gourkovo (obchtina)
L'obchtina de Gourkovo groupe une ville, Gourkovo, et 10 villages :
Brestova (Брестова) ·
Dimovtsi (Димовци) ·
Dvorichte (Дворище) ·
Gourkovo (Гурково) ·
Jergovets (Жерговец) ·
Jaltopop (Жълтопоп) ·
Konare (Конаре) ·
Lyava reka (Лява река) ·
Panitcherevo (Паничерево) ·
Ptchelinovo (Пчелиново) ·
Zlatirat (Златирът)

### Kazanlak (obchtina)
L'obchtina de Kazanlak groupe deux villes – Kazanlak et Chipka –, et 18 villages :
Bouzovgrad (Бузовград) ·
Cheïnovo (Шейново) ·
Chipka (Шипка) ·
Dolno Izvorovo (Долно Изворово) ·
Dounavtsi (Дунавци) ·
Enina (Енина) ·
Golyamo Dryanovo (Голямо Дряново) ·
Gorno Izvorovo (Горно Изворово) ·
Gorno Tcherkovichte (Горно Черковище) ·
Kantchevo (Кънчево) ·
Kazanlak (Казанлък) ·
Khadjidimitrovo (Хаджидимитрово) ·
Koprinka (Копринка) ·
Kran (Крън) ·
Ovochtnik (Овощник) ·
Rajena (Ръжена) ·
Rozovo (Розово) ·
Srednogorovo (Средногорово) ·
Tcherganovo (Черганово) ·
Yasenovo (Ясеново) 

### Maglij (obchtina)
L'obchtina de Maglij groupe une ville, Maglij, et 14 villages :
Banzareto (Бънзарето) ·
Borouchtitsa (Борущица) ·
Chanovo (Шаново) ·
Dabovo (Дъбово) ·
Darjaven (Държавен) ·
Maglij (Мъглиж) ·
Radountsi (Радунци) ·
Seltse (Селце) ·
Slivito (Сливито) ·
Toulovo (Тулово) ·
Vetren (Ветрен) ·
Yagoda (Ягода) ·
Yavorovets (Яворовец) ·
Youlievo (Юлиево) ·
Zimnitsa (Зимница)

### Nikolaevo (obchtina)
L'obchtina de Nikolaevo groupe une ville, Nikolaevo, et 3 villages :
Edrevo (Едрево) ·
Elkhovo (Елхово) ·
Nikolaevo (Николаево) ·
Nova makhala (Нова махала)

### Opan (obchtina)
L'obchtina d'Opan groupe 13 villages :
Bachtino (Бащино) ·
Byal izvor (Бял извор) ·
Byalo pole (Бяло поле) ·
Knyajevsko (Княжевско) ·
Kravino (Кравино) ·
Opan (Опан) ·
Pastren (Пъстрен) ·
Sredets (Средец) ·
Stoletovo (Столетово) ·
Trakiya (Тракия) ·
Vasil Levski (Васил Левски) ·
Venets (Венец) ·
Yastrebovo (Ястребово)

### Pavel banya (obchtina)
L'obchtina de Pavel banya groupe une ville, Pavel banya, et 12 villages :
Aleksandrovo (Александрово) ·
Asen (Асен) ·
Dolno Sakhrane (Долно Сахране) ·
Gabarevo (Габарево) ·
Gorno Sakhrane (Горно Сахране) ·
Manolovo (Манолово) ·
Osetenovo (Осетеново) ·
Pavel banya (Павел баня) ·
Skobelevo (Скобелево) ·
Taja (Тъжа) ·
Tarnitcheni (Търничени) ·
Touriya (Турия) ·
Viden (Виден)

### Radnevo (obchtina)
L'obchtina de Radnevo groupe une ville, Radnevo, et 23 villages :
Balgarene (Българене) ·
Beli bryag (Бели бряг) ·
Bozdouganovo (Боздуганово) ·
Daskal-Atanasovo (Даскал-Атанасово) ·
Dinya (Диня) ·
Gledatchevo (Гледачево) ·
Kolarovo (Коларово) ·
Konstantinovets (Константиновец) ·
Kovatch (Ковач) ·
Kovatchevo (Ковачево) ·
Lyoubenovo (Любеново) ·
Matsa (Маца) ·
Ovtchartsi () ·
Polski Gradets (Полски Градец) ·
Radnevo (Раднево) ·
Risimanovo (Рисиманово) ·
Sarnevo (Сърнево) ·
Svoboden (Свободен) ·
Tikhomirovo (Тихомирово) ·
Topolyane (Тополяне) ·
Trankovo (Трънково) ·
Troyanovo (Трояново) ·
Zemlen (Землен) ·
Znamenosets (Знаменосец)

### Stara Zagora (obchtina)
L'obchtina de Stara Zagora groupe une ville, Stara Zagora, et 50 villages :
Arnaoutito (Арнаутито) ·
Badechte (Бъдеще) ·
Benkovski (Бенковски) ·
Bogomilovo (Богомилово) ·
Borilovo (Борилово) ·
Borovo (Борово) ·
Bratya Kountchevi (Братя Кунчеви) ·
Dalboki (Дълбоки) ·
Elenino (Еленино) ·
Elkhovo (Елхово) ·
Gorno Botevo (Горно Ботево) ·
Kalitinovo (Калитиново) ·
Kaloyanovets (Калояновец) ·
Kazanka (Казанка) ·
Khan Asparoukhovo (Хан Аспарухово) ·
Khrichteni (Хрищени) ·
Khristiyanovo (Християново) ·
Kirilovo (Кирилово) ·
Kolena (Колена) ·
Kozarevets (Козаревец) ·
Lovets (Ловец) ·
Lozen (Лозен) ·
Lyaskovo (Лясково) ·
Lyoulyak (Люляк) ·
Madjerito (Маджерито) ·
Malka Vereya (Малка Верея) ·
Malko Kadievo (Малко Кадиево) ·
Mikhaïlovo (Михайлово) ·
Mogila (Могила) · 
Novo selo (Ново село) ·
Oryakhovitsa (Оряховица) ·
Ostra mogila (Остра могила) ·
Pamouktchii (Памукчии) ·
Pastrovo (Пъстрово) ·
Pchenitchevo (Пшеничево) ·
Petrovo (Петрово) ·
Ploska mogila (Плоска могила) ·
Podslon (Подслон) ·
Preslaven (Преславен) ·
Pryaporets (Пряпорец) ·
Rakitnitsa (Ракитница) ·
Roumanya (Руманя) ·
Samouilovo (Самуилово) ·
Sladak kladenets (Сладък кладенец) ·
Soulitsa (Сулица) ·
Stara Zagora (Стара Загора) ·
Starozagorski bani (Старозагорски бани) ·
Strelets (Стрелец) ·
Vodenitcharovo (Воденичарово) ·
Zagore (Загоре) ·
Zmeïovo (Змейово) 

### Tchirpan (obchtina)
L'obchtina de Tchirpan groupe une ville, Tchirpan, et 20 villages :
Darjava (Държава) ·
Dimitrievo (Димитриево) ·
Gita (Гита) ·
Izvorovo (Изворово) ·
Malko Tranovo (Малко Тръново) ·
Mogilovo (Могилово) ·
Oslarka (Осларка) ·
Roupkite (Рупките) ·
Spasovo (Спасово) ·
Sredno gradichte (Средно градище) ·
Stoyan-Zaimovo (Стоян-Заимово) ·
Svoboda (Свобода) ·
Tchirpan (Чирпан) ·
Tselina (Целина) ·
Tsenovo (Ценово) ·
Vinarovo (Винарово) ·
Volovarovo (Воловарово) ·
Yavorovo (Яворово) ·
Yazdatch (Яздач) ·
Zetyovo (Зетьово) ·
Zlatna livada (Златна ливада) 